# Polophylax
Polophylax („Strażnik Bieguna [Południowego]”, od gr. πόλος, „biegun” i φύλαξ, „strażnik”) – historyczny gwiazdozbiór położony w pobliżu południowego bieguna niebieskiego.
Utworzył go w 1592 roku Petrus Plancius – tworząc mapę świata umieścił na niej małe mapki półkul niebieskich, na których przedstawił gwiazdozbiory, wprowadzając przy tym dwa nowe: Polophylax oraz uznawany do dziś gwiazdozbiór Gołębia. Wiedza o południowej półkuli nieba była w tym czasie bardzo ograniczona; opierała się na informacjach przekazanych przez żeglarzy, toteż mapa Planciusa zawiera wiele błędów, na przykład Krzyż Południa i Trójkąt Południowy są ukazane w niewłaściwych miejscach względem pozostałych konstelacji. „Strażnik Bieguna” został zilustrowany ludzką sylwetką w błękitnej szacie. Tak jak został przedstawiony, obejmowałby gwiazdy należące do dzisiejszych gwiazdozbiorów Feniksa, Tukana, Indianina i Pawia. Gwiazdozbiór ten pojawił się jeszcze na kolejnej mapie Planciusa z 1594 roku i mapach będących ich kopiami, na przykład mapie Abrahama Orteliusa z 1602. Kiedy jednak Pieter Dirkszoon Keyser i Fryderyk de Houtman dostarczyli bardziej szczegółowych informacji o gwiazdach półkuli południowej, Plancius porzucił pierwotną koncepcję i na globusie niebieskim z 1598 roku widnieją już znane współcześnie gwiazdozbiory Feniksa, Tukana, Indianina i Pawia. Johann Bayer umieścił je w swojej wpływowej Uranometrii z 1603 roku i Polophylax ostatecznie wyszedł z użycia.